# Johan Lumivuokko

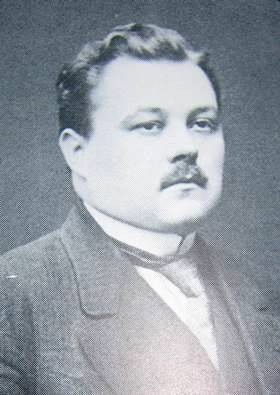
Johan Lumivuokko.

Johan Henrik (Jussi) Lumivuokko (till 1906 Lindqvist), född 20 mars 1884 i Virmo, död 13 februari 1938 i Petrozavodsk, var en finländsk fackföreningsledare. 
Efter en hård uppväxttid blev Lumivuokko lärling hos en sadelmakare i Åbo och flyttade 1903 till Helsingfors, där han anslöt sig till socialdemokratiska partiet. Han var ordförande i träarbetarförbundet 1912–1917, blev ordförande i Finska landsorganisationen 1917 och medlem av folkkommissariatet med ansvar för sociala ärenden 1918. Han flydde till Ryssland tillsammans med de övriga röda ledarna och verkade 1919–1927 i underjordiska uppdrag för Finlands kommunistiska partis räkning samt beordrades sistnämnda år till Östkarelen för att aktivera partiarbetet där. Han fråntogs 1935 alla sina befattningar, fängslades 1937 anklagad för kontrarevolutionär nationalistisk verksamhet och fick 1938 en dödsdom som omedelbart verkställdes.